# Carbendazim
Carbendazim là một loại thuốc diệt nấm benzimidazole, được sử dụng rộng rãi và là dẫn xuất của benomyl.

## Sử dụng
Nó được sử dụng như một tác nhân kiểm soát sâu bọ trong các sân cỏ thể thao như sân golf, sân tennis, ... và chỉ ở một số quốc gia được cấp phép cho mục đích sử dụng đó.
Hợp chất này được sử dụng để kiểm soát các bệnh trên cây ngũ cốc và trái cây, bao gồm cam, quýt, chuối, dâu tây, dứa và quả pome. Nó cũng được sử dụng ở Queensland, Úc trên các đồn điền mắc ca. Dung dịch carbendazim hydrochloride 4,7%, được bán với tên Eertavas, được bán trên thị trường như một phương pháp điều trị bệnh cây du Hà Lan.

## An toàn
Các nghiên cứu đã phát hiện ra liều cao carbendazim gây ra vô sinh và phá hủy tinh hoàn của động vật thí nghiệm.
Giới hạn dư lượng thuốc bảo vệ thực vật tối đa (MRLs) đã giảm xuống kể từ khi phát hiện ra tác hại của nó. MRLs đối với sản phẩm tươi ở EU hiện là từ 0,1 đến 0,7 mg/kg, ngoại trừ loquat, là 2 mg/kg. Các giới hạn đối với các loại trái cây có múi và pome được tiêu thụ phổ biến hơn là từ 0,1 đến 0,2 mg/kg.